# یواس‌اس چارلز جی کیمل (دی‌ای-۵۸۴)
یواس‌اس چارلز جی کیمل (دی‌ای-۵۸۴) (به انگلیسی: USS Charles J. Kimmel (DE-584)) یک کشتی بود که طول آن ۳۰۶ فوت (۹۳ متر) بود. این کشتی در سال ۱۹۴۴ ساخته شد.